# 写真店
写真店（しゃしんてん）とは、写真に関する何らかの業務を取り扱う店舗。以下の形態のものがある（複数の形態を兼ねる店舗もある）。
- 営業写真館 - 顧客の依頼により撮影を行う店舗。
- DPE店 - DPE（顧客が持ち込んだ撮影済み写真フィルムの現像・焼き付け（プリント）・引き伸ばし処理）を行う店舗。
- カメラ店 - カメラ（写真機）やカメラ付属品・撮影用品の販売を主に行う店舗。
  - 家電量販店#カメラ店系 - 家電量販店に発展したカメラ店。